# Далай-лама XII
Тінлей Г'яцо (тиб. འཕྲིན་ལས་རྒྱ་མཚོ་་, вайлі:  'phrin las rgya mtsho;  26 січня 1857 – 25 квітня 1875) — 12-й Далай-лама, тибетський релігійний і політичний діяч.
Його коротке життя збіглося з часом великих політичних хвилювань і воєн між сусідами Тибету. Тибет особливо постраждав від ослаблення династії Цін, яка раніше надавала йому деяку підтримку в протистоянні з Британською імперією, яка прагнула підпорядкувати Тибет під своїм впливом, що було продовженням політики колонізації Індії.
Він був визнаний реінкарнацією Далай-лами в 1858 році і зведений на престол в 1860 році. Під час його навчання, коли він був ще дитиною, був заборонений в'їзд в країну європейцям. Причина заборони була в війнах Великої Британії за контроль над Сіккімом і Бутаном, які перебували під сильним впливом ламаїстської Лхаси. Ці війни розглядалися як зусилля, спрямовані на колонізацію Тибету - що було абсолютно неприйнятним для влади Лхаси. Інша причина закритості країни полягала в загрозі проникнення на Тибет християнських місіонерів по долинах Меконгу і Салуїну, тим самим тибетці в 1860-і роки спробували підкреслити верховенство династії Цін над їхньою країною.
Тінлей Г'яцо був остаточно зведений на престол як Далай-лама 11 березня 1873 року, але не встиг зміцнити свою владу в країні, так як помер від невідомої хвороби 25 квітня 1875 року.